# Ústín
Ústín (hanácky Hostin) je obec ležící v okrese Olomouc. Žije zde 436 obyvatel.

## Název
Jméno vesnice znělo původně Ustín a bylo odvozeno od osobního jména Usta, což byla domácká podoba jména Ustoj ("kdo stojí stranou"). Délka v první souhlásce byla zavedena v 19. století mylným ztotožněním jména s obecným ústí.

## Historie
První písemný doklad o této obce pochází z latinské listiny z roku 1078 (Ustyn).

### Středověká historie
Ve 12. století, konkrétně v roce 1160 daruje král Vladislav I. klášteru Hradisko v této obci 3 popluží, ostatní části v té době patří světským feudálům. Víme také, že kolem roku 1373 zde vlastnili některé části vladykové Šeflín, Sumplín a Hanuš z Ústína, kteří však koupili poplužní dvůr od Všebora z Námeště spolu s třemi čtvrtlány, lázněmi a půlkou hospody. Dalším vlastníkem byl Sulík z Konice, ten vše prodal hradišťskému opatu Tevardovi (1365–1381). A od té doby má klášter ve svém vlastnictví celou obec, potom opat přikoupil mlýn nazývaný Spálený od Divy z Čekyně, který měl v té době v držení Luběnice. Mlýn byl vystavěn na toku Blaty. V tomto století se také poprvé objevují tzv. spory o blata mezi klášterem a Machníkem z Drahotuš, byly to pozemky mezi Ústínem a Luběnicemi po obou stranách potoka. V roce 1378 bylo rozhodnuto biskupským oficiálem Sanderem, že pozemky patří klášteru, ale mohou je užívat Ústínští i Luběničtí. Machník pak musel zaplatil „pokutu“ za to, že bral z těchto pozemků 6 let seno a otavu. Spor se znovu roznítil na konci století, kdy si obě strany zvolily jako smírčího soudce Lacka z Kravař. Lacek roku 1398 nařídil, aby zorané části už nikdy nebyly obdělávány, ale byly oběma stranami využívány jen jako pastviny.

### Novověká historie
V 15. století za války Jiřího z Poděbrad a Matyáše Korvína klášter Hradisko ztrácí mimo jiného vlastnictví také Ústín, aby ho za 28 let znovu nabyl.
Ještě na počátku 16. století je obec zpustlá a opuštěná, ale do konce století je obnovena. Mlýn Spálenec byl prodán v roce 1556 Janu Drahanovskému ze Stvolové, je dohodnuto, že bude plnit povinnosti vůči klášteru a platit poplatky, které měli dřívější držitelé. Později byl mlýn prodán Havlu Kurovskému z Vrchlabí a Náměště.
Třicetiletá válka v 17. století přinesla mnoho škod. Druhá polovina byla znovu poznamenána již zmiňovanými spory o blata. Za vlády císaře Leopolda I. (1640–1705), který vedl často války, vzrůstala chudoba a opati neustále zvyšovali nároky na své poddané, proto mezi nimi vzrůstala nespokojenost. A tak spolu s dalšími obcemi, které měl klášter v držení, podali i ústínští obyvatelé roku 1705 stížnost k císaři, ta však nebyla vyslyšena.

### 18. století
V 18. století (v roce 1783) přestali zdejší poddaní robotovat a mohli se z roboty vyplatit, toto vyplácení však trvalo jen do roku 1848. Důležitým milníkem v dějinách této obce je zrušení kláštera Hradisko v roce 1784, obec téměř po 600 letech mění majitele a spadá pod náboženský fond. V roce 1788 dochází k rozparcelování dvora, jež provedl baron Skal z Vídně a tím vzniká osada Skalov, kterou osídlili především hněvotínští Němci. Každému z nich připadly asi 3 ha pole a stavební parcela. O sedm let později vykoupila obec jeden z tehdejších dvou mlýnů spolu s jezem i stavem a vše zrušila, bylo také vysušeno několik rybníků.
19. století začíná pro Ústín prodejem obce do rukou Filipa Ludvíka ze Saint Genois (v roce 1826 a o rok později zanesen prodej do zemských desk). V tomto století byla vesnice mnohokrát stižena požárem, nejhorší v roce 1834, kdy lehla popelem celá. Na její obnovu přispěla nejvíce Moravskoslezská pojišťovna. Nepochybně i tato událost přispěla k založení sboru dobrovolných hasičů v roce 1892, tento spolek je aktivní dodnes a má bezesporu nejdelší tradici v obci. Potom co z vesnice v roce 1865 odtáhla pruská vojska vyskytla se epidemie cholery, zemřelo mnoho občanů.

### Od počátku 20. století až po současnost
V roce 1902 je založeno vodní družstvo a ještě v tomtéž roce jsou zdejší pozemky odvodněny.V letech 1909–1911 došlo ke scelování pozemků i přes to, že Skalovští byli proti, k úplnému spojení pak došlo v roce 1919, v té době již nebyl v osadě ani jeden občan německé národnosti, ti za přibližně 120 let přirozeně splynuli s původním místním obyvatelstvem.
Na začátku 20. století v obci působí několik spolků, které působí osvětově a oživují společenský život. Patří mezi ně: čtenářský spolek „František Palacký“ (1903–1923), odbor Národní jednoty (1914–1949), Místní odbor republikánského dorostu (1937), Místní odbor pokrokových žen a Sbor dobrovolných hasičů (od 189[ujasnit]).
První světová válka byla pro většinu obyvatel překvapením: „… dne 31. července 1914 byli jsme vyburcováni po půl noci obecním bubnem a starosta obce p. Zelinka Tomáš rol. z č.6 četl při světle provolání k obyvatelstvu, a zároveň četl vyhlášku mobilisační, dle níž všichni vojíni do 42. roku se vyzývají, by během několika hodin se hlásili u svých oddílů. Obyvatelstvo bez tak všemi pověstmi o vypuknutí války již vyděšené, kupilo se po návsi…“ S válkou přišli do Ústína vojáci, první kolona č. 4 od dělostřelectva s velitelem Sigfridem Brochem. Dále 800 mužů útvaru doplňovacího velitelství ze Lvova s hejtmanem N. Chvojkou, který tyranizoval občany svou krutostí, nechával nařizovat nesmyslné a nesplnitelné rozkazy a jeho vojáci zdemolovali místní školu. Naposledy to byla baterie z Nemilan a Topolan, vojsko „vládlo“ v obci až do konce války. Tvrdou zkouškou byl též nástup vojenské služby pana učitele Chytila, místní učitelé byli tradičně oporou kulturního a společenského života lidí.
Ve válce padlo 10 ústínských mužů, 8 sloužilo v legiích z toho 6 v Rusku a 2 v Itálii. 28. října 1918 byla i zde vysazena „Lípy svobody“ a to před kapličkou.
Těsně po válce byli i místní sužováni kromě drahoty také suchy a mnozí ze zdejších utrpěli finanční ztráty při nemocích dobytka. Ale již záznamy z roku 1922 mluví o 3 hospodách, řeznictví, pekařství, obuvnictví, krejčovství, porodní babičce, zednickém a stolařském mistrovi, z čehož vidíme, že se obec za období první republiky úspěšně rozvíjela. Byla však zrušena domácí výroba olomouckých tvarůžků (tzv. pleskání), které se vyráběly hlavně domácnosti se sklepy vhodnými ke zrání. Používal se tvaroh z Bohuslavic.
V roce 1924 byla provedena elektrifikace místní kaple, kterou podpořili občané sbírkou. Dále se okolní vesnice rozhodli, že je třeba zregulovat tok Blaty ve spolupráci s Ústínem a to od těšetického mostu po Olšany. V obci se začala budovat kanalizace, nové dláždění a na žádost místního hasičského sboru také nádrž na vodu (která je nyní v zimě využita jako kluziště pro děti), aby byl zajištěn dostatek vody v obdobích sucha i pro případ požáru.
V roce 1938 byli 4 občané povoláni na hranice jako Stráž obrany státní. A v kronice je zapsáno: „Situace se vyvíjí den ze dne vážněji, neboť v politice sousedních států je plno zmatků.“ Nedlouho potom nastupuje vojenskou službu dalších 11 mužů. „15. března, v ranních hodinách – po 7.hod s úžasem pozorujeme překvapení, vjížděti do naší obce nestvůrné německé tanky – přeplněné německým vojskem, polonahým a hladovým, ale s prsty na spouštích strojních pušek, přijíždějícím od Vojnic k Vazu a dále k Olomouci. To vše jsme pozorovali z věže místní kaple, dělo se i ve Slatinicích a všade neboť Němci obsazují Republiku Čsl.“
Roku 1940 byla obec přejmenována na Austin a osada na Skalow. Jako všechny obce musela odevzdat zvony z místní kaple na vojenské účely. 1942 bylo 6 lidí posláno na nucené práce do Berlína, všichni se po válce vrátili domů. Čtyři místní grunty byly zabaveny a přišli je obhospodařovat němečtí Rumuni, kteří však nerozuměli podmínkám pro zemědělství na Hané a o hospodářství se ani příliš nestarali. Dalších 6 lidí odešlo v roce 1944 jako totálně nasazení. Poslední rok byl pro vesnici nejhorší, 5 lidí bylo odvedeno gestapem, včetně pana řídícího učitele Hnilici, který již jednou byl zadržen, všichni se vrátili živí domů. 30. dubna byl jeden z občanů, pan Vojtěch Navrátil, zabit i s párem koní leteckou bombou, když jel do Olomouce. Při osvobozování probíhaly v okolí boje, přímo v Ústíně byli Němci s flaky a ostřelovali ruská letadla, která bombardovala silnici. Byli zabiti 2 občané Ústína a několik také raněno, především střepinami. Na okolních polích bylo nalezeno spoustu nevybuchlých bomb. Po 9. hodině dorazili do obce ruští vojáci, kteří se zdrželi přes noc a potom pokračovali v pronásledování nepřátel. V blízkých obcích, Křelově a Hněvotíně, hořelo. Rumunští Němci vše opustili již den před těmito boji.
Mnoho lidí, i celé rodiny, se v roce 1945 přestěhovalo do pohraničí, kde by mohli hospodařit na svém, ale někteří se do roka vrátili zpět. Tentýž rok 18. května byl ustanoven 1. Místní národní výbor. Rok poté na sjezdu rodáků, který trval 2 dny a zúčastnilo se ho přes 1000 lidí, byl odhalen památník padlým za první a druhé světové války. Pomník stojí za kaplí, jeho autorem je J. Pelikán.
Za totalitního režimu se započalo s budováním asfaltové silnice, zapojením místního rozhlasu, škola je vybavena novou tělocvičnou, 16. září 1952 vzniká Jednotné zemědělské družstvo a o čtyři roky později je postaven kravín atd. Zároveň však obec něco ztratila, skončila tradice sjezdu občanů specifických oslav „Nošení máje“ a „Honění králů“, které, ač tyto snahy byly, se již patrně nikdy nepodaří obnovit. Později Ústín, včetně JZD, spadá pod střediskovou obec Těšetice, roku 1976 byla zrušena místní škola a děti začaly dojíždět do Základní devítileté školy v Těšeticích. Po revoluci se ozývaly hlasy za obnovení malotřídky pro první stupeň školy, uznalo se však za vhodnější, aby vše zůstalo při starém a v budově je stále sídlo Mateřské školy.
Po sametové revoluci v 90. letech dostala vesnice nový impuls, vše co bylo v minulém režimu opomínáno se začalo napravovat. Započalo se s opravami: kaple, i jejích varhan, mateřské školky a osvětlení, v dalších letech pak oprava kapličky u obchodu, hospody, omítka na obecním úřadě včetně obloukových náspů, které jsou spolu s kamenným mostem (renovovaným v roce 1996) a hospodou chráněny Památkovým úřadem. Roku 1992 musel být pokácen památný strom, dvě stě padesátiletý jilm vaz (místu se říká „U Vazu“), na rozcestí mezi Ústínem, Vojnicemi a Těšeticemi a bylo nakázáno vysadit nový, neboť místo je význačným geografickým bodem v krajině. Od roku 1993 vyvážejí Technické služby Olomouc z obce popel, o rok později se začíná budovat vodovod. O dva roky později Ústín navštívil Václav Klaus, tehdejší předseda vlády. Dalšími změnami v obci bylo například se započetím tradice hodových zábav, pro jejichž účely byl zbudován u parketu za obchodem altánek, nebo vykácení 17 obrovských topolů, které rostly u místního kluziště.

## Galerie

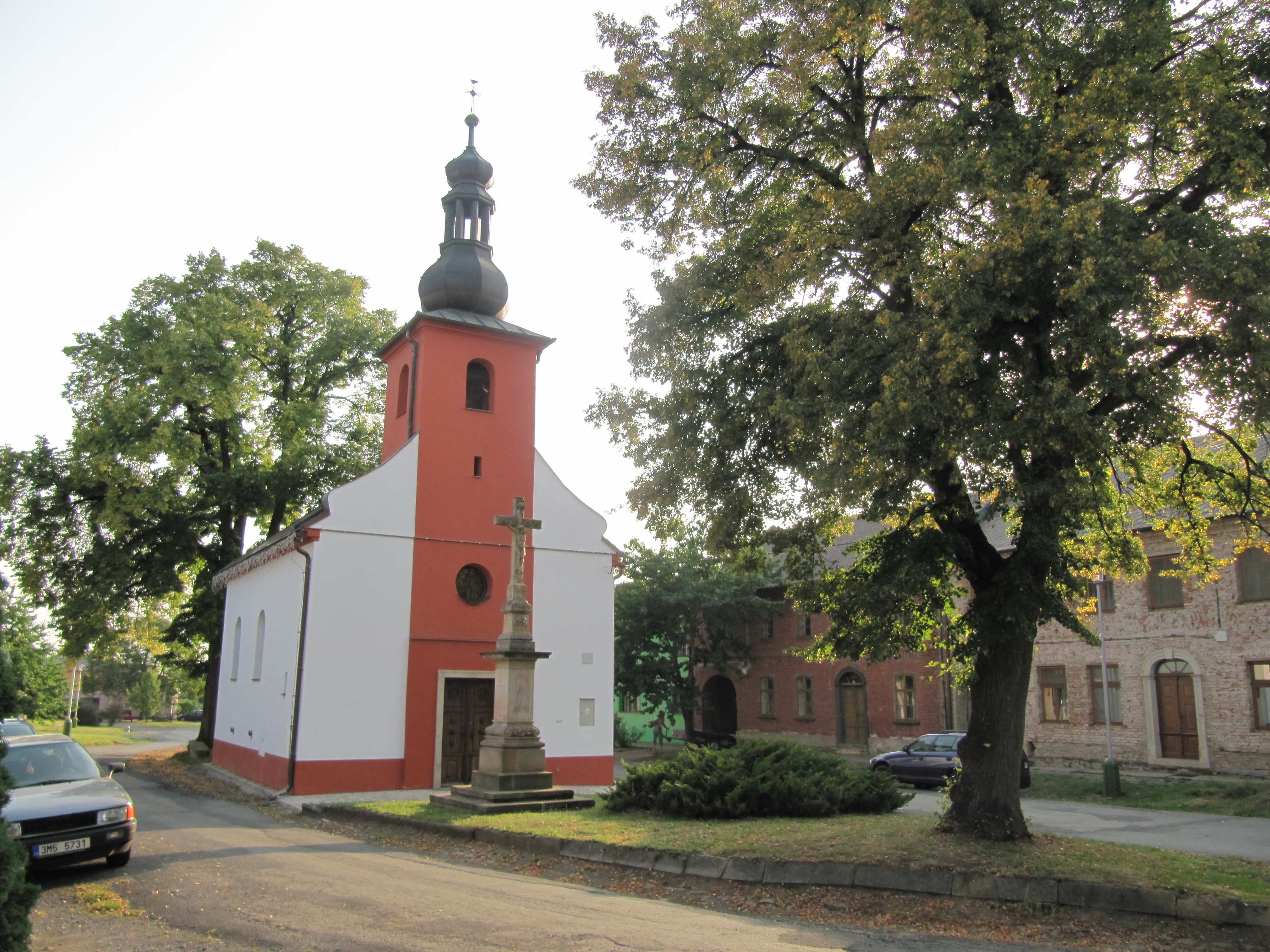
Kaple sv. Jana a Pavla z roku 1861
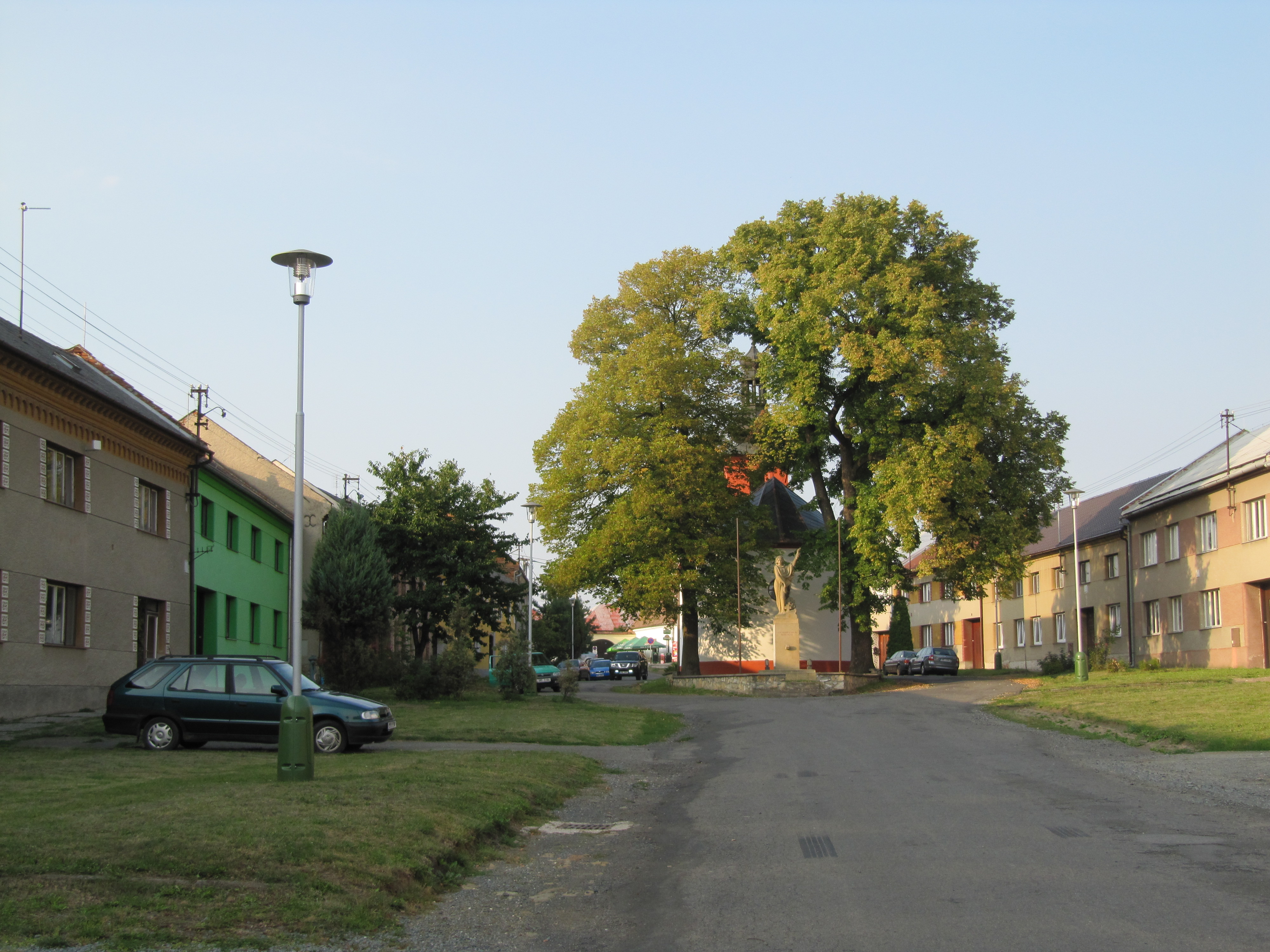
Náves
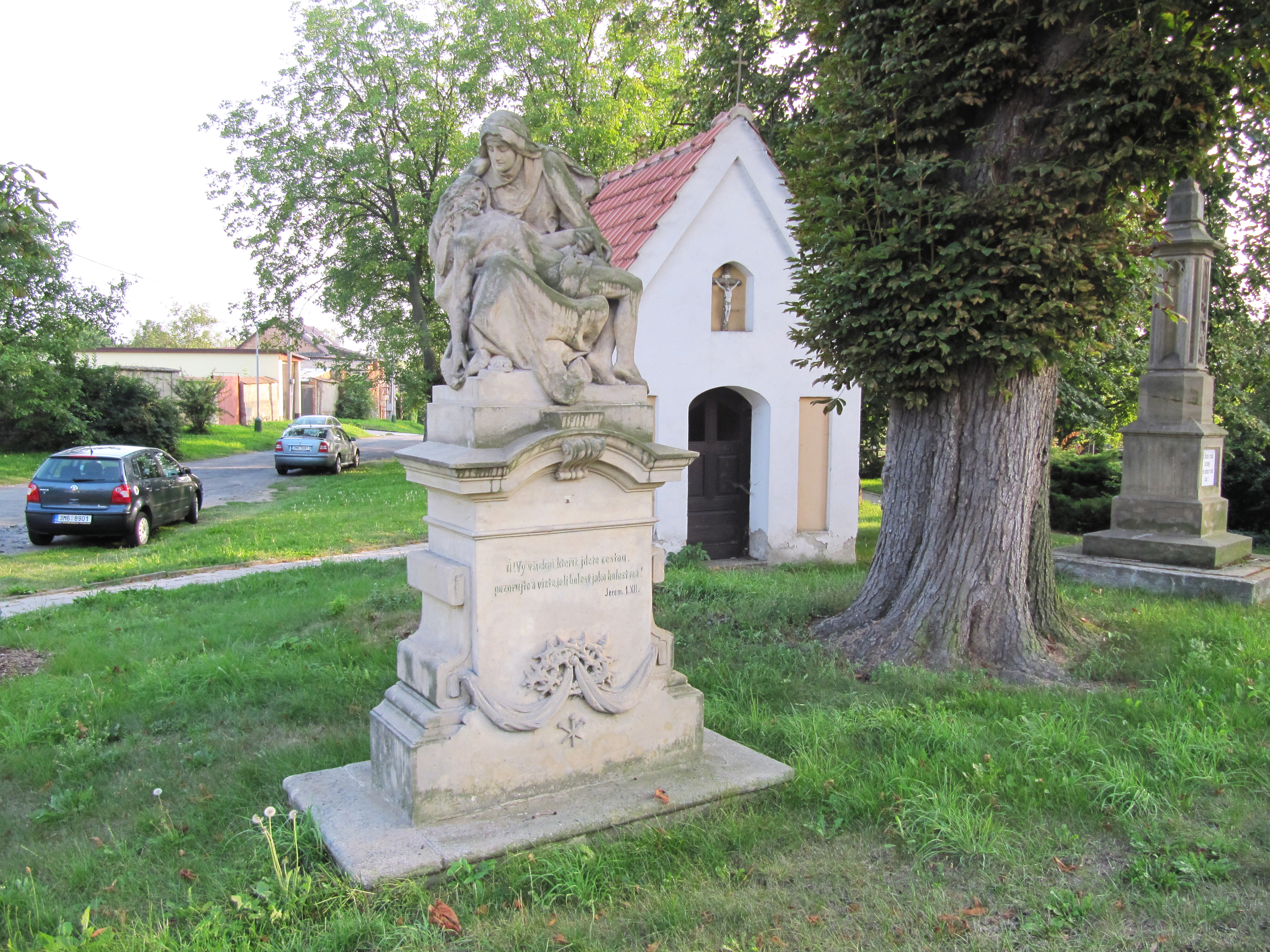
Sousoší piety
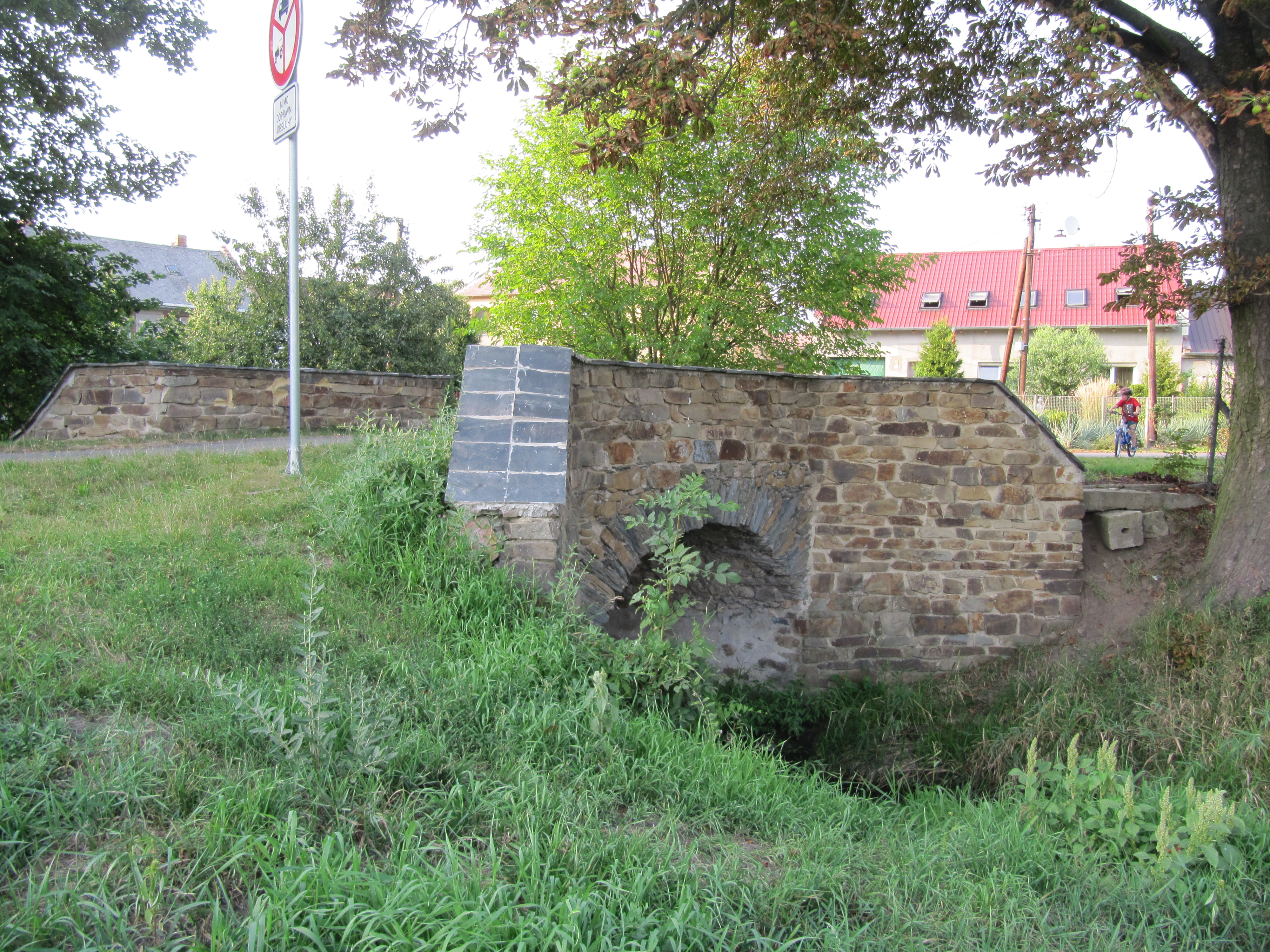
Kamenný mostek přes potok Stousku z 18. století
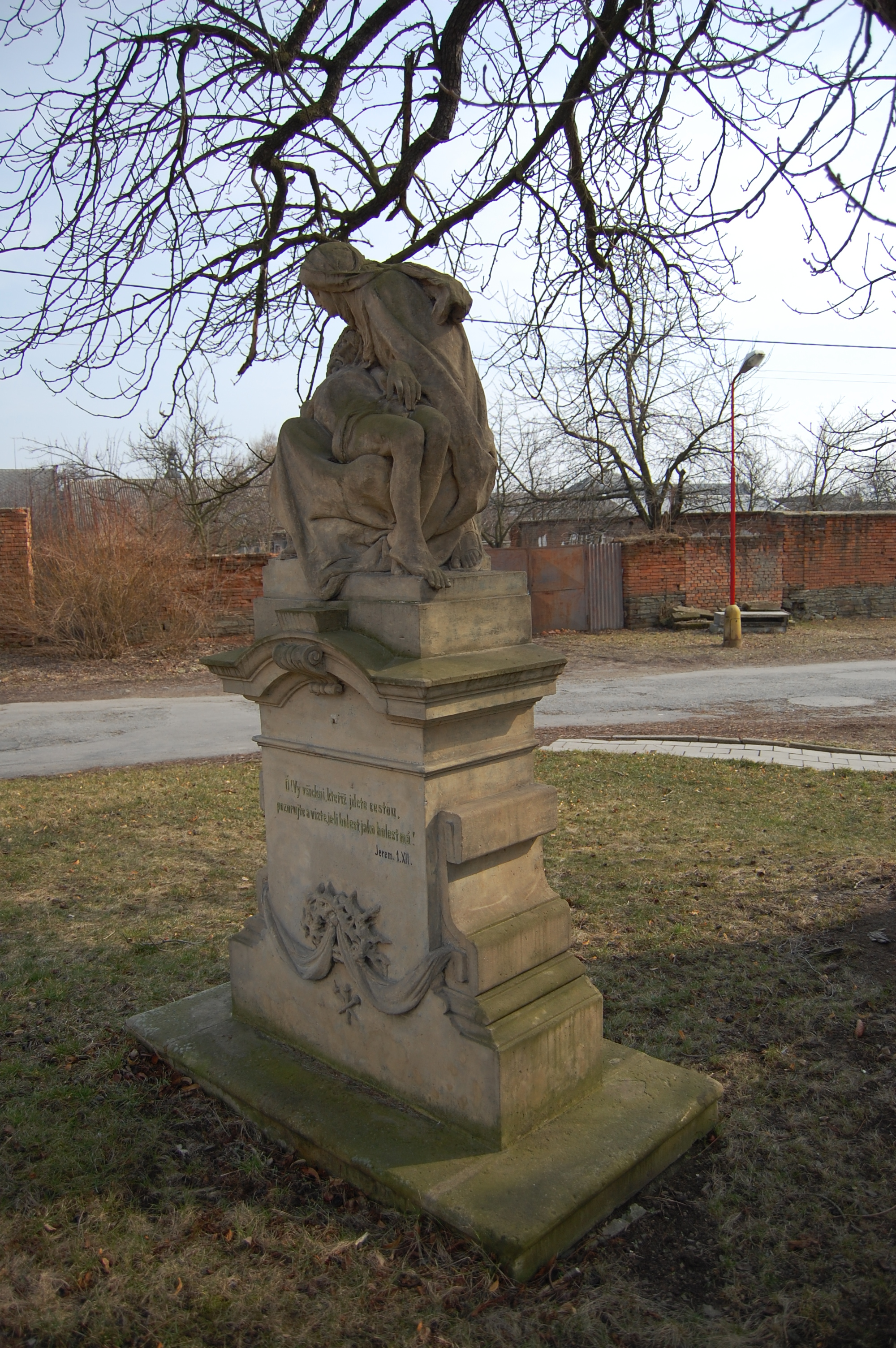
Sousoší Ježíše a Marie